# Ghosttown
Pour les articles homonymes, voir Ghost Town.
Singles de Madonna
Living for Love
(2014) Bitch I'm Madonna
(2015)
Pistes de Rebel Heart
Devil Pray
(2) Unapologetic Bitch
(4)
Ghosttown est une chanson de Madonna issue de son treizième album studio, Rebel Heart. Elle a été envoyée aux radios le 13 mars 2015, en tant que second single de l'album. La chanson a été écrite par Madonna, Jason Evigan, Evan Bogard et Sean Douglas, et produite par Madonna et Billboard. Madonna avait par le passé écouté le travail de Sean Douglas et avait demandé qu'il soit avec elle en studio, ainsi que son équipe. Ghosttown fut ainsi écrite en seulement trois jours. Ballade pop, rappelant ces anciens succès tels que Live To Tell, la chanson a été inspirée par l'image d'une ville détruite après l'Armageddon, et de comment les survivants s'en sortent dans leur vie, où l'amour est la seule chose à laquelle ils peuvent s'accrocher.
La chanson fait partie des six titres dévoilés sur iTunes le 20 décembre 2014 en réaction à la fuite d'un grand nombre de maquettes issues des sessions d'enregistrement de l'album. Il s'agit de la seule piste de Rebel Heart qui n'a pas fuité au préalable. 
Ghosttown a reçu de très bonnes critiques, saluant la voix de la chanteuse ainsi que le travail sur l'écriture et la production. Beaucoup d'admirateurs pensent que Ghosttown est la meilleure chanson de l'album Rebel Heart.

## Genèse
Madonna a co-écrit Ghosttown avec Jason Evigan, Evan Bogart et Sean Douglas. La chanteuse leur a proposé de collaborer après avoir entendu Talk Dirty, un single de Jason Derulo écrit par Evigan et Douglas. Pour Madonna, la chanson, écrite en trois jours, raconte une histoire d'amour dans un monde post-apocalyptique.
Le 20 décembre 2014, une collection de treize maquettes issues des sessions d'enregistrement de Rebel Heart commence à circuler sur Internet. Madonna et son équipe décident de proposer six chansons en téléchargement sur iTunes, que l'utilisateur peut obtenir en pré-commandant l'album. Parmi ces chansons figure Ghosttown.
Lors de son passage dans l'émission italienne Che Tempo Che Fa le 8 mars 2015, Madonna confirme Ghosttown comme second single et annonce son envoi vers les radios pour le 13 mars.

## Clip vidéo
Le 11 mars 2015, Madonna annonce au micro d'Howard Stern qu'elle prévoit de tourner un clip pour Ghosttown à Los Angeles. Plus tard, il est révélé que le clip sera réalisé par Jonas Akerlund, déjà à l'origine des clips de Ray of Light, Music, American Life, Jump et Celebration. Il est annoncé plus tard que l'acteur Terrence Howard, acteur de la série Empire, rejoint le clip.
Un teaser du clip est diffusé sur la plateforme Tidal le 5 avril 2015. Le lendemain, l'application Meerkat annonce la première diffusion du clip pour le 7 avril, mais la vidéo sera finalement mise en ligne directement sur YouTube le 8 avril.
Le clip se déroule en 2016, après une série d'explosions nucléaires. Madonna regarde la télévision étendue sur un matelas sale. Elle porte un long manteau et un grillz. Elle se lève pour se regarder dans un miroir et attrape une photo de sa mère, qu'elle embrasse. Elle enfile un chapelet autour de son cou puis sort dans la ville dévastée, armée d'un club de golf. En chemin, elle trouve un chapeau haut-de-forme dont elle se coiffe. Sur un mur, l'on peut apercevoir des affiches annonçant la sortie de l'album Rebel Heart en train de brûler. Madonna se rend dans un jardin d'enfants, ou elle joue avec un tourniquet et une balançoire. Un homme, interprété par Terrence Howard, est en train de se faire à manger non loin de Madonna. Lorsque la chanteuse, après avoir tenté en vain de téléphoner, se met à briser des chaises sous l'effet de la colère, l'homme prend un fusil et la suit. L'homme trouve Madonna assise à une table, près d'un vieux réfrigérateur. Il jette son fusil, la prend dans ses bras en lui faisant jeter son club de golf, et les deux personnages se mettent à danser. Ils sont rejoints par un enfant asiatique, qu'ils décident d'emmener loin de cette ville fantôme.

## Performances live
Madonna interprète Ghosttown en live pour la première fois au Grand Journal le 2 mars 2015, vêtue d'une tenue de toréro et d'une cape, avec des images des attentats du World Trade Center projetées sur les écrans. Elle est accompagnée par un pianiste, un claviériste, un guitariste, un batteur et deux choristes. Le même dispositif est utilisé le 8 mars en Italie dans l'émission Che Tempo Che Fa, la tenue de toréro étant remplacée par un lourd manteau noir, puis au Royaume-Uni le 14 mars chez Jonathan Ross, où Madonna porte une robe créée par Marc Jacobs. Du 17 au 20 mars 2015, Ellen DeGeneres organise une semaine spéciale Madonna dans son émission. La chanteuse interprète Ghosttown le 19 mars, dans une robe en cuir avec un chapelet autour du cou. Le 29 mars 2015, Madonna est apparue sur la scène des iHeartRadio Music Awards pour interpréter la chanson, accompagnée à la guitare acoustique par Taylor Swift, dans une tenue similaire à celle du clip.

## Formats et liste des pistes
| - Téléchargement 1. Ghosttown – 4:09 - Remixes Digital EP 1. Ghosttown (Offer Nissim Drama Remix) – 7:17 2. Ghosttown(Armand Van Helden Remix) – 6:16 3. Ghosttown (S-Man Mix) – 6:08 4. Ghosttown (Razor N Guido Remix) – 7:46 5. Ghosttown (Mindskap Remix) – 5:35 6. Ghosttown (Don Diablo Remix) – 4:47 7. Ghosttown (Dirty Pop Intro Remix) – 5:20 8. Ghosttown (DJ Mike Cruz Mix Show Edit) – 7:05 9. Ghosttown (Thrill Remix) – 6:27 10. Ghosttown (DJ Yiannis String Intro Mix) – 1:40 | - CD single 1. Ghosttown – 4:09 2. Ghosttown (Don Diablo Remix) – 4:29 - Remixes Tidal 1. Ghosttown (Offer Nissim Drama Remix) – 7:17 2. Ghosttown (Armand Van Helden Remix) – 6:16 3. Ghosttown (S-Man Mix) – 6:08 4. Ghosttown (Razor N Guido Remix) – 7:46 5. Ghosttown (Mindskap Remix) – 5:35 6. Ghosttown (Don Diablo Remix) – 4:47 7. Ghosttown (Dirty Pop Intro Remix) – 5:20 8. Ghosttown (DJ Mike Cruz Mix Show Edit) – 7:05 9. Ghosttown (Thrill Remix) – 6:27 10. Ghosttown (DJ Yiannis String Intro Mix) – 1:40 11. Ghosttown (A Paul Andrews Reconstruction Mix) – 4:08 12. Ghosttown (RedTop’s If I Were a Carpenter Remix) – 5:49 |

## Classements
| Classement (2014-2015)                      | Meilleure position |
| ------------------------------------------- | ------------------ |
| Allemagne (Media Control AG)                | 34                 |
| Belgique (Flandre Ultratip Bubbling Under)  | 6                  |
| Belgique (Flandre Ultratop 50 Airplay)      | 36                 |
| Belgique (Wallonie Ultratip Bubbling Under) | 3                  |
| Belgique (Wallonie Ultratop 50 Airplay)     | 42                 |
| Canada (Billboard Canadian Hot 100)         | 40                 |
| Croatie (ARC 100)                           | 7                  |
| Écosse (Official Charts Company)            | 86                 |
| Espagne (PROMUSICAE)                        | 41                 |
| États-Unis (Adult Contemporary)             | 18                 |
| États-Unis (Adult Pop Songs)                | 38                 |
| États-Unis (Billboard Hot Dance Club Songs) | 1                  |
| États-Unis (Billboard Hot Single Sales)     | 3                  |
| Finlande (Suomen virallinen latauslista)    | 14                 |
| France (SNEP)                               | 34                 |
| Hongrie (Rádiós Top 40)                     | 16                 |
| Hongrie (Single Top 40)                     | 17                 |
| Italie (FIMI)                               | 20                 |
| Royaume-Uni (Téléchargements)               | 65                 |
| Suède (Digilistan)                          | 20                 |
| Suisse (Schweizer Hitparade)                | 39                 |

| Classement (2015)              | Position |
| ------------------------------ | -------- |
| Italie (FIMI Singles Digitaux) | 92       |

| Pays          | Certification | Ventes |
| ------------- | ------------- | ------ |
| Italie (FIMI) | Platine       | 50 000 |